# 42-я дальне-бомбардировочная авиационная дивизия
42-я дальне-бомбардировочная авиационная дивизия (42-я дбад) — авиационное соединение Военно-Воздушных сил (ВВС) Вооружённых Сил РККА дальней бомбардировочной авиации, принимавшее участие в боевых действиях Великой Отечественной войны.

## История наименований дивизии
- 42-я авиационная дивизия;
- 42-я дальняя бомбардировочная авиационная дивизия;
- 42-я дальне-бомбардировочная авиационная дивизия;
- 42-я дальнебомбардировочная авиационная дивизия;
- 42-я авиационная дивизия дальнего действия.

## История и боевой путь дивизии

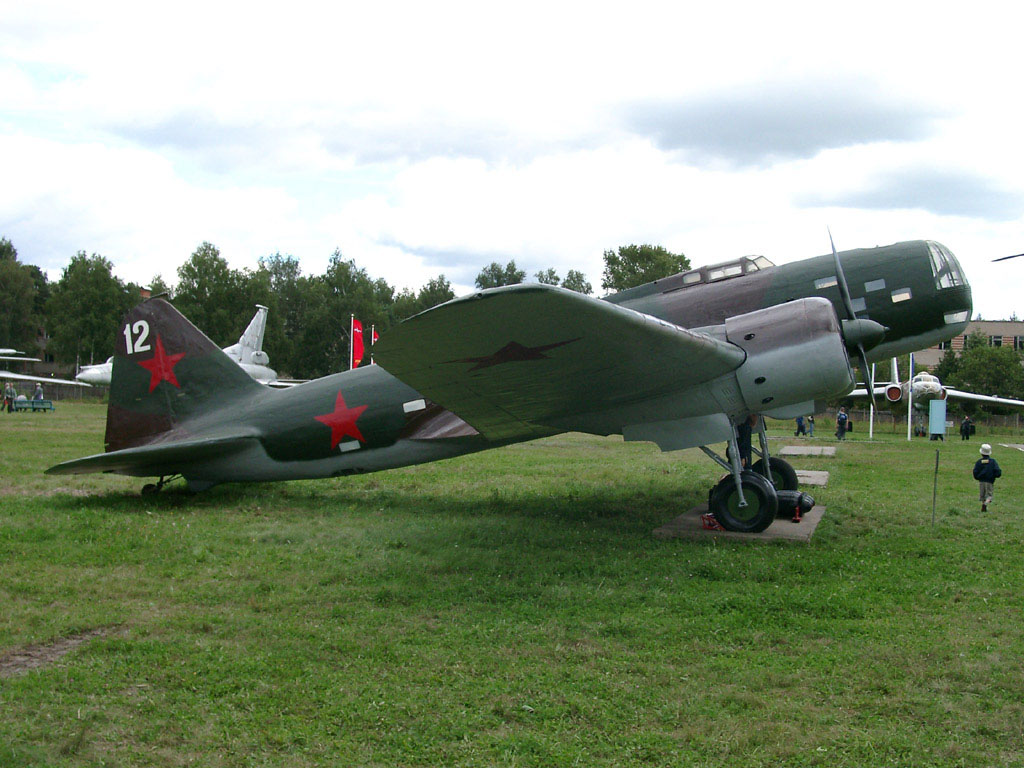
ДБ-3 дивизии

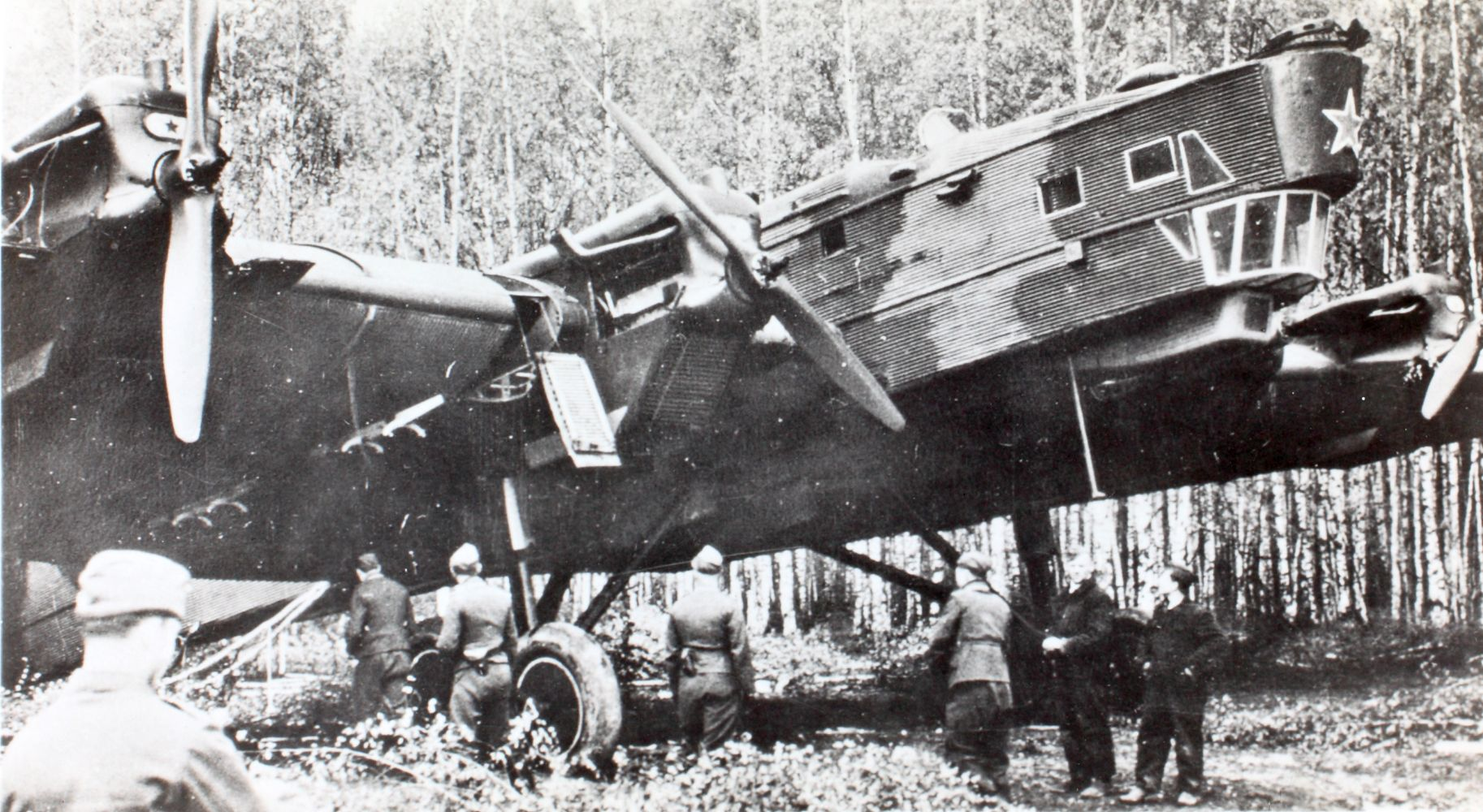
ТБ-3 1-го тяжёлого полка

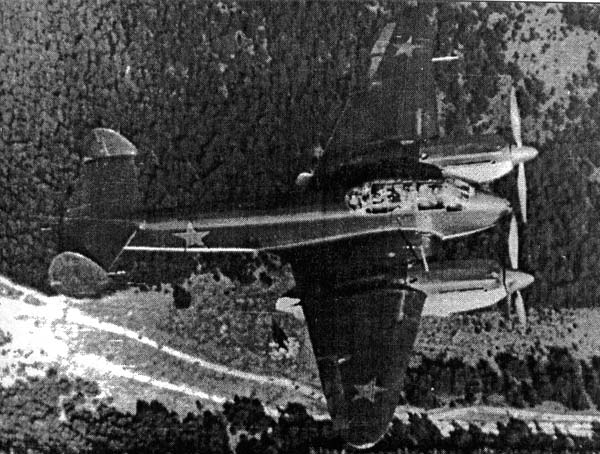
Самолёт ББ-2 (Як-2) в полёте. Такие самолёты случайно оказались в распоряжении 207-го полка и были использованы для нанесения ударов по противнику в июне и июле 1941 года.

42-я дальне-бомбардировочная авиационная дивизия сформирована в соответствии с Постановлением СНК СССР № 2265-977сс от 05.11.1940 г. «О Военно-воздушных силах Красной Армии». Дивизия именовалась в различных документах по-разному:
- 42-я авиационная дивизия;
- 42-я дальняя бомбардировочная авиационная дивизия;
- 52-я дальне-бомбардировочная авиационная дивизия;
- 42-я авиационная дивизия дальнего действия.

Хотя согласно указанному Постановлению с 5 ноября 1940 года «…Дальнебомбардировочные авиационные дивизии именовать: авиационными дивизиями Дальнего Действия (ДД).»
42-я дальняя бомбардировочная авиационная дивизия сформирована с дислокацией на аэродромах Шаталово и Пуховичи в составе трёх полков:
- 1-й тяжёлый бомбардировочный авиационный полк (ТБ-3);
- 96-й дальнебомбардировочный авиационный полк (ДБ-3);
- 207-й дальнебомбардировочный авиационный полк (ДБ-3).

После формирования дивизия вошла в состав 3-го авиационного корпуса дальней бомбардировочной авиации. С началом войны дивизия принимала участие в боях на Западном и Юго-Западном фронтах в составе 3-го авиационного корпуса дальней бомбардировочной авиации:
- Приграничные сражения с 22 июня 1941 года по 29 июня 1941 года
- Удары по уничтожению скопления немецко-фашистских войск в районах Сувалки, Прасныш 22 июня 1941 года
- Удары по скоплениям войск противника в районе Сейны, Сопоцкин, Луков, Радин, Венгров в ночь на 22 июня 1941 года
- Удары по немецким танковым и моторизованным колоннам, двигавшимся по Брестскому шоссе и по грунтовым дорогам 24 июня 1941 года.
- Удары по колоннам фашистских танков, двигавшихся на Ошмяны и удар по аэродрому Вильно 25 июня 1941 года.
- Удары по скоплениям моторизованных войск противника в районе Радошкевичн, Молодечно, Ошмяны, Крево, Раков и по мотомехчастям противника, которые продвигаются от Минска на Оршу и Могилёв 26 июня 1941 года.
- дары по скоплениям моторизованных войск противника юго-западнее Бобруйска и по колоннам фашистских танков и автомашин на дорогах Глусск — Бобруйск и Глуша — Бобруйск 30 июня 1941 года.
- Смоленское сражение с 10 июля 1941 года по 7 августа 1941 года
- Удары по вражеским аэродромам в районе Вильно, Глубокое, Крупки, Бобруйск, Кличев 12 июля 1941 года.
- Поддержка контрударов Западного Фронта с 26 июля 1941 года по 28 июля 1941 года.

В первый день войны из 70 экипажей 96-го дальнебомбардировочного авиационного полка не вернулось 22 экипажа. Кроме того, один бомбардировщик во время разбега взорвался на своей же бомбе ФАБ-1000: лётчик слишком рано «подорвал» самолёт на взлёте. 207-й полк потерь не имел, но 24 июня из 18 самолётов, бомбардировавших танки и войска противника на шоссе западнее Пружаны и Кобрина, вернулось только 8, а 10 были сбиты.
24 июня была поставлена задача бомбардировать аэродром Вильно. Воздушная разведка выявила здесь большое скопление немецких самолётов. Задачу выполнял 96-й полк составом 9 экипажей. Задачу экипажи выполнили успешно. В момент налёта на аэродроме Вильно находилось 36 немецких истребителей, 9 двухмоторных и 4 четырёхмоторных бомбардировщика, а также военно-транспортные самолёты. Несмотря на сильный огонь зенитной артиллерии, прикрывавшей аэродром, был нанесён точный удар. Однако сразу же после выполнения боевого задания группа 96-го полка была атакованы «мессершмиттами». В результате эскадрилья полка потеряла 5 самолётов Ил-4.
26 июня 1941 год экипаж 207-го дальнебомбардировочного авиационного полка под командованием капитана Н. Ф. Гастелло в составе лейтенанта А. А. Бурденюка, лейтенанта Г. Н. Скоробогатого и старшего сержанта А. А. Калинина на самолёте ДБ-3ф вылетел для нанесения бомбового удара по германской механизированной колонне на дороге Молодечно — Радошковичи в составе звена из двух бомбардировщиков. Огнём зенитной артиллерии противника самолёт Гастелло был подбит. Вражеский снаряд повредил топливный бак, что вызвало пожар на борту, и Гастелло совершил огненный таран — направил горящую машину на механизированную колонну врага. Все члены экипажа погибли. Посмертно ровно через месяц 26 июля 1941 года Указом Президиума Верховного Совета СССР капитан Н. Ф. Гастелло удостоен звания Герой Советского Союза.
Весь июнь и июль полки дивизии были привлечены для выполнения боевых задач по ближним целям: аэродромы противника, живая сила и скопления войск противник, танковые и механизированные колонны противника.
207-й полк в короткие сроки освоил случайным образом попавшие на аэродром самолёты ББ-22 (Як-2). Экипажи на этих самолётах успешно выполняли бомбардировку скопления войск противника на дорогах и в районе переправ, был подорван наплавной мост через Березину.
6 июля 1941 года дивизия перебазировалась на Брянский аэродромный узел. Все части и подразделения авиационного тыла остались на старом узле — они должны принять соединения ВВС Западного фронта и обеспечивать их дальнейшую работу. Уже 12 июля полки дивизии наносили удары по аэродромам противника в районе Вильно, Глубокое, Крупки, Бобруйск и Кличев с нового места базирования, по танкам и моторизованным войскам в районе переправы у Шклова, возле Староселья, Сиротина, Бещенковичей.
14 июля самолёты 207-го дальнебомбардировочного авиаполка были перехвачены над Днепром. В тяжёлом и продолжительном воздушном бою два Ил-4 были сбиты в районе целей, а три повреждённых корабля также не вернулись на свой аэродром. 15 июля полк снова бомбил переправу у Шилова и уничтожал фашистские танки в районе населённых пунктов Шамов и Горки. Потери составили 7 самолётов.
В начале июля 1941 года Ставка Верховного Главнокомандования приняла решение: в целях сохранения авиации Главного Командования и наиболее целесообразного её применения постановку задач дальнебомбардировочной авиации возложить лично на начальника Генерального штаба. В директиве Ставки, разосланной командующим Фронтами 3 июля 1941 года, отмечалось, что часть авиации расходуется нецелесообразно. Объект может быть поражён 3-5 самолётами, а посылаются большие группы кораблей. Ставка категорически запретила производить вылет на бомбометание объектов и войск большими группами самолётов. Приказывалось: бомбометание одной цели производить одновременно силами не более звена, в крайнем случае эскадрильи.
1 июля 1941 года из состава дивизии был выведен 1-й тяжёлый бомбардировочный авиационный полк на самолётах ТБ-3 для обеспечения высадки десантных войск. За первый месяц войны полк выполнил 361 ночной боевой вылет, средняя, продолжительность каждого на них составила около трёх часов; было сброшено 316,5 тонны авиабомб, перевезено около 120 тонн грузов, лётчики сбросили 15 тонн различных листовок с обращением к немецким солдатам. На смену ему пришёл 4-й тяжёлый бомбардировочный авиационный полк на самолётах ДБ-3 (Ил-4). Полк базировался в Забайкалье. 5 июля 1941 года стартовав с аэродрома Укурей полк в составе 73-х самолётов ДБ-3А вылетел на фронт. Уже 7 августа 1941 года полк вошёл в состав дивизии, прибыв на фронтовой аэродром. С 8 августа полк включился в боевую работу: уничтожение переправ, бомбардировка мостов, штурмовка на бреющем механизированных колонн противника. За пять месяцев боевых действии полк потерял около 60 % личного состава и практически все самолёты (в полку осталось всего три ДБ-ЗА). Вскоре в качестве пополнения полк получил несколько Ил-4.
С 10 июля дивизия принимает участие в Смоленском сражении. В июле дивизия выполняла задачи по уничтожению самолётов противника на аэродроме Витебск и площадке Сава по дороге на Оршу, переправ через Днепр на участке Шклов, Копысь; скопления мотомехчастей противника в районе Любиничи, в лесу восточнее Шилов (15 км), мотомехчасти противника на дороге в направлении Красные Горки. 4 августа дивизия перебазировалась на полевые аэродромы Орловского аэроузла. С августа дивизия боевые действия вела только ночью. 8 августа управление корпуса, куда входила дивизия расформировали, все корпусные части переданы в состав дивизии.
В середине августа 207-й дальнебомбардировочный авиационный полк расформирован. Самолёты и личный состав переданы в полки дивизии. 4-й дальнебомбардировочный авиационный полк в начале сентября 1941 года привлекался командованием для освоения торпедометания в Крыму. Дивизия в марте 1942 года была расформирована вместе с 96-м дальнебомбардировочным авиационным полком.

### В действующей армии
В составе действующей армии дивизия находилась с 22 июня 1942 года по 1 марта 1942 года.

### Командир дивизии
| Звание                | Имя                           | Период                                | Примечание |
| --------------------- | ----------------------------- | ------------------------------------- | ---------- |
| Генерал-майор авиации | Борисенко Михаил Харлампиевич | август 1940 года — 31 марта 1942 года |            |

### В составе объединений
| Дата          | Армия                            | Корпус                                                  |
| ------------- | -------------------------------- | ------------------------------------------------------- |
| 05.11.1940 г. | Авиация Резерва Ставки ВГК       | 3-й авиационный корпус дальней бомбардировочной авиации |
| 22.06.1941 г. | Дальняя бомбардировочная авиация | 3-й авиационный корпус дальней бомбардировочной авиации |
| 18.08.1941 г. | Дальняя бомбардировочная авиация |                                                         |
| 31.03.1942 г. | Авиация дальнего действия        |                                                         |

## Состав дивизии
На 22 июня 1941 года
Управление — Боровское

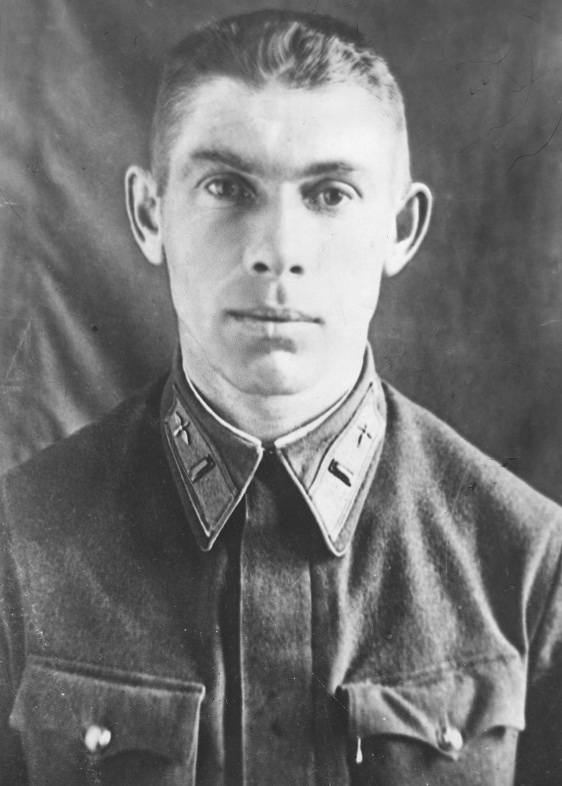
Гастелло Николай Францевич, командир эскадрильи 207-го дальнебомбардировочного авиационного полка, совершивший огненный таран

96-й дальнебомбардировочный авиационный полк — Боровское
207-й дальнебомбардировочный авиационный полк — Боровское
1-й тяжелый бомбардировочный авиационный полк — Шайковка. В начале июня выведен из состава дивизии, переименован в десантно-бомбардировочный и придан 4-му воздушно-десантному корпусу.
- 1-й тяжёлый бомбардировочный авиационный полк — с 1940 года по 3 июля 1941 года.
- 96-й дальний бомбардировочный авиационный полк — 1940 года по 1 марта 1942 года.
- 207-й дальнебомбардировочный авиационный полк — с 1941 года по 18 августа 1941 года. Расформирован.
- 4-й дальний бомбардировочный авиационный полк — с 27 июля 1941 года по 1 марта 1942 года.

## Отличившиеся воины дивизии
- Гастелло Николай Францевич, капитан, командир эскадрильи 207-го дальнебомбардировочного авиационного полка 42-й дальнебомбардировочной авиационной дивизии 3-го авиационного корпуса дальней бомбардировочной авиации Указом Президиума Верховного Совета СССР 26 июля 1941 года удостоен звания Герой Советского Союза. Посмертно.
- Балашов Владимир Михайлович, лейтенант, штурман корабля 207-го дальнебомбардировочного авиационного полка 42-й дальнебомбардировочной авиационной дивизии 3-го авиационного корпуса дальней бомбардировочной авиации Указом Президиума Верховного Совета СССР 2 мая 1996 года удостоен звания Герой России. Золотая звезда № 277. Посмертно.
- Бейскбаев Бахтурас, младший сержант, стрелок 207-го дальнебомбардировочного авиационного полка 42-й дальнебомбардировочной авиационной дивизии 3-го авиационного корпуса дальней бомбардировочной авиации Указом Президента РФ 2 мая 1996 года удостоен звания Герой России. Золотая звезда № 278. Посмертно.
- Маслов Александр Спиридонович, капитан, командир эскадрильи 207-го дальнебомбардировочного авиационного полка 42-й дальнебомбардировочной авиационной дивизии 3-го авиационного корпуса дальней бомбардировочной авиации Указом Президента РФ 2 мая 1996 года удостоен звания Герой России. Золотая звезда № 279. Посмертно .
- Реутов Григорий Васильевич, младший сержант, стрелок-радист 207-го дальнебомбардировочного авиационного полка 42-й дальнебомбардировочной авиационной дивизии 3-го авиационного корпуса дальней бомбардировочной авиации Указом Президента РФ 2 мая 1996 года удостоен звания Герой России. Золотая звезда № 280. Посмертно.